# Aeroportul Kivalina
Aeroportul Kivalina (IATA: KVL, ICAO: PAVL, FAA LID: KVL) este un aeroport din Kivalina, Alaska, Northwest Arctic Borough, Alaska, Alaska, Statele Unite ale Americii. Aeroportul a fost tranzitat în 2019 de 9.542 de pasageri.
Situat la o altitudine de 4 m, aeroportul dispune de 1 pistă. Este operat de Alaska.

## Infrastructură

### Piste
Aeroportul dispune de o singură pistă. Pista 12/30 are suprafața de pietriș și dimensiunile 3.000 picioare × 60 picioare. 